# Høre stavkirke
Høre stavkirke czyli kościół słupowy w Høre – kościół słupowy (klepkowy) znajdujący się w miejscowości Ryfoss, w gminie Vang (skąd pochodzi świątynia Wang z Karpacza), w okręgu Oppland w Norwegii, pierwotnie wzniesiony w 1179 roku.
Jest to drugi kościół wzniesiony w tym samym miejscu: wykopaliska z 1979 roku, prowadzone podczas renowacji kościoła, wykazały istnienie wcześniejszej świątyni, rozebranej w końcu XII w., w tym samym okresie, kiedy obecny kościół został wzniesiony. W trakcie badań znaleziono drobne przedmioty, monety z 1040 roku, a także ślady licznych pogrzebów, w tym dzieci i embrionów. Powstanie obecnego kościoła datowane jest na 1179 rok na podstawie runicznej inskrypcji zachowanej na postumencie ambony. Głosi ona, że bracia Erling i Audun ścięli drzewa na budowę kościoła tego lata, kiedy jarl Erling Skakke poległ koło Nidaros. Odnosi się ona do zwycięstwa króla Sverrego Sigurdssona nad jarlem Erlingiem w 1179 roku. Konsekracja świątyni nastąpiła więc zapewne w 1180 roku, mimo że pierwsze zapiski o jej istnieniu pochodzą dopiero z 1327 roku.
Prawdopodobnie w nowo wzniesionym kościele odbył się ślub możnowładcy Bårda Guttormssona z Ragnfrid Erlingsdatter; ta ostatnia była córką Erlinga, jednego z budowniczych kościoła i właściciela dóbr Kvie, wśród zabudowań których znajduje się Høre stavkirke. Syn Bårda, Skule Bårdsson, który wychowywał się w tych włościach, walczył w późniejszych latach o tron z królem Haakonem, wnukiem Sverrego, którego popierali bracia Erling i Audun (starcie Haakona ze Skulem stało się podstawą sztuki Ibsena Pretendenci do tronu).
Konstrukcja kościoła jest bardzo zbliżona do kościoła w Lomen, który najprawdopodobniej został zbudowany przez tych samych cieśli, aczkolwiek jego datowanie jest mniej precyzyjne. Pierwotnie był to kościół o dachu wspartym na czterech kolumnach, jednej nawie z prezbiterium i apsydą, otoczony sobotami. Podczas przebudowy w latach 1822–1823 soboty, apsydę i pierwotne prezbiterium zlikwidowano podczas powiększania kościoła. W 1857 roku przebudowano dzwonnicę, nadając jej dzisiejszą formę. Z elementów dawnej wieży dzwonniczej zbudowano bramę wejściową w ogrodzeniu otaczającym kościół (ogrodzenie poszerzono następnie w 1901 roku).
Na wyposażeniu kościoła jest stary ołtarz z XVII w. i nowy, z początku XIX; otoczony jest balustradą, wykonaną ok. 1750 roku. W 1828 roku ołtarz, balustrada i ambona otrzymały dekoracje malarskie wykonane przez Gulika Knutsona Hovdę. Chrzcielnica, autorstwa Christophera Kviena, pochodzi z 1930 roku. Wcześniej, w 1905 roku, umieszczono w kościele tablicę ku pamięci Gydy, żony króla Haralda Pięknowłosego, która pochodziła z dóbr Kvie.

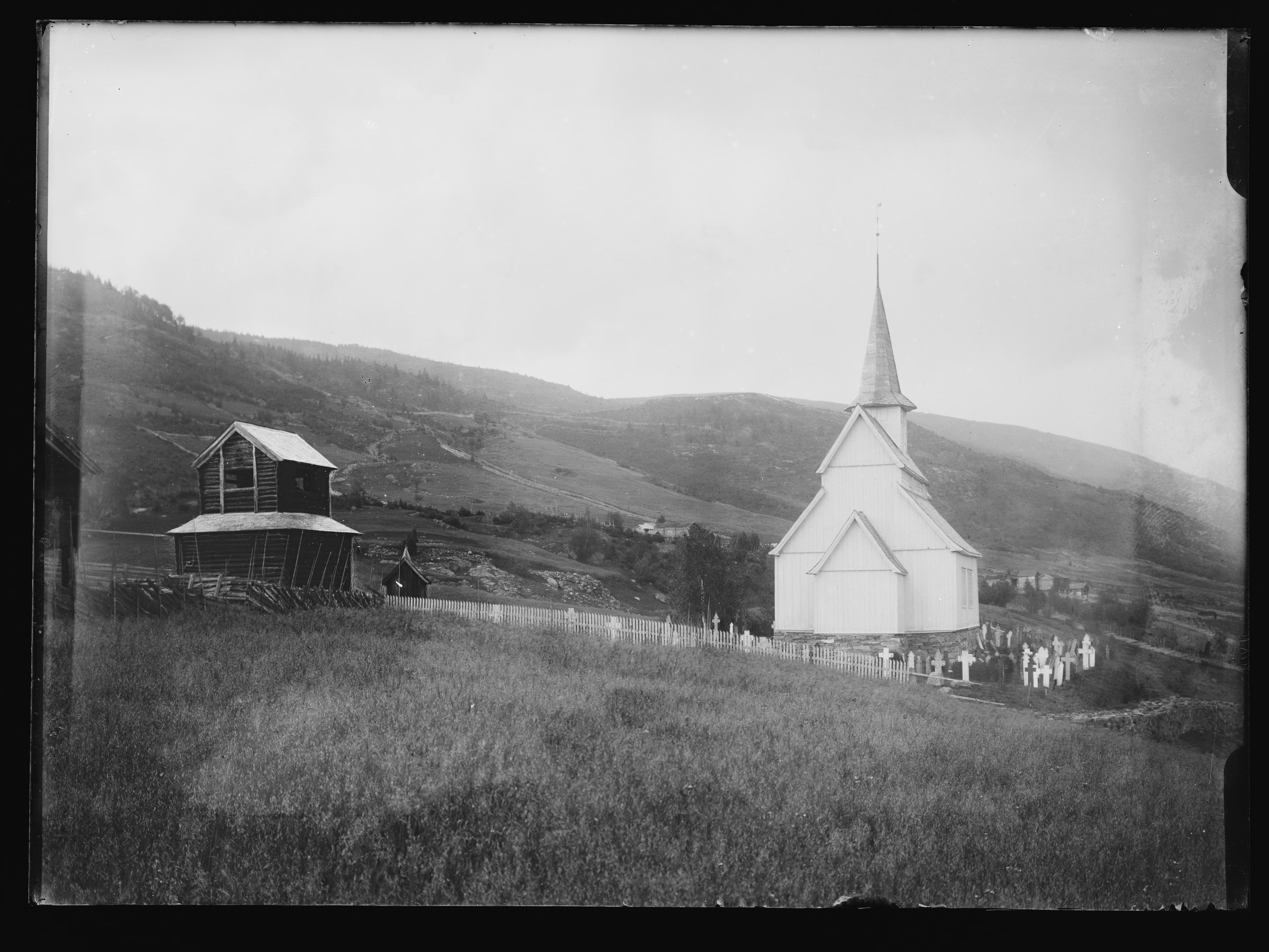
Kościół i dzwonnica na starej fotografii
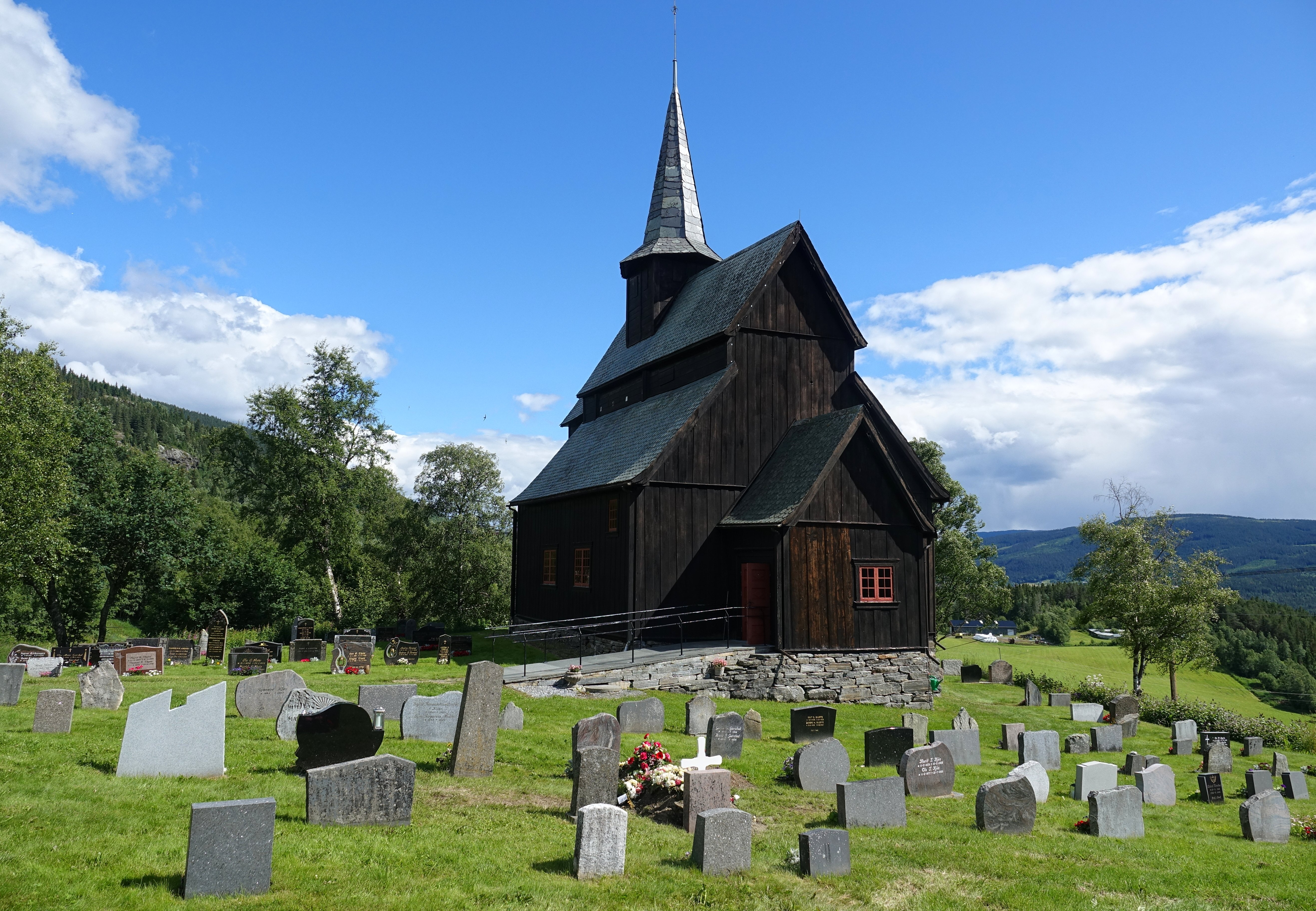
Kościół i otaczający go cmentarz
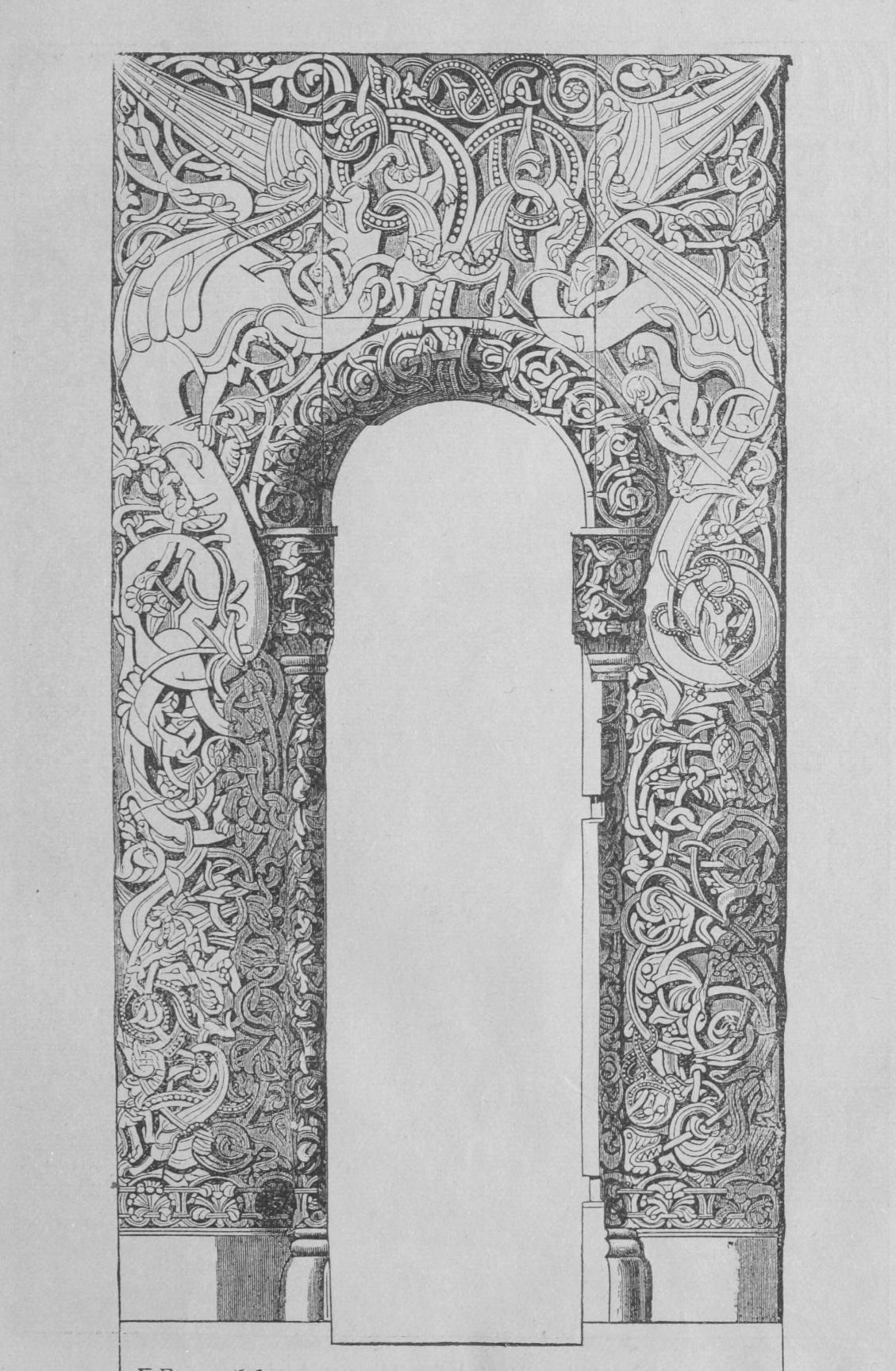
Portal
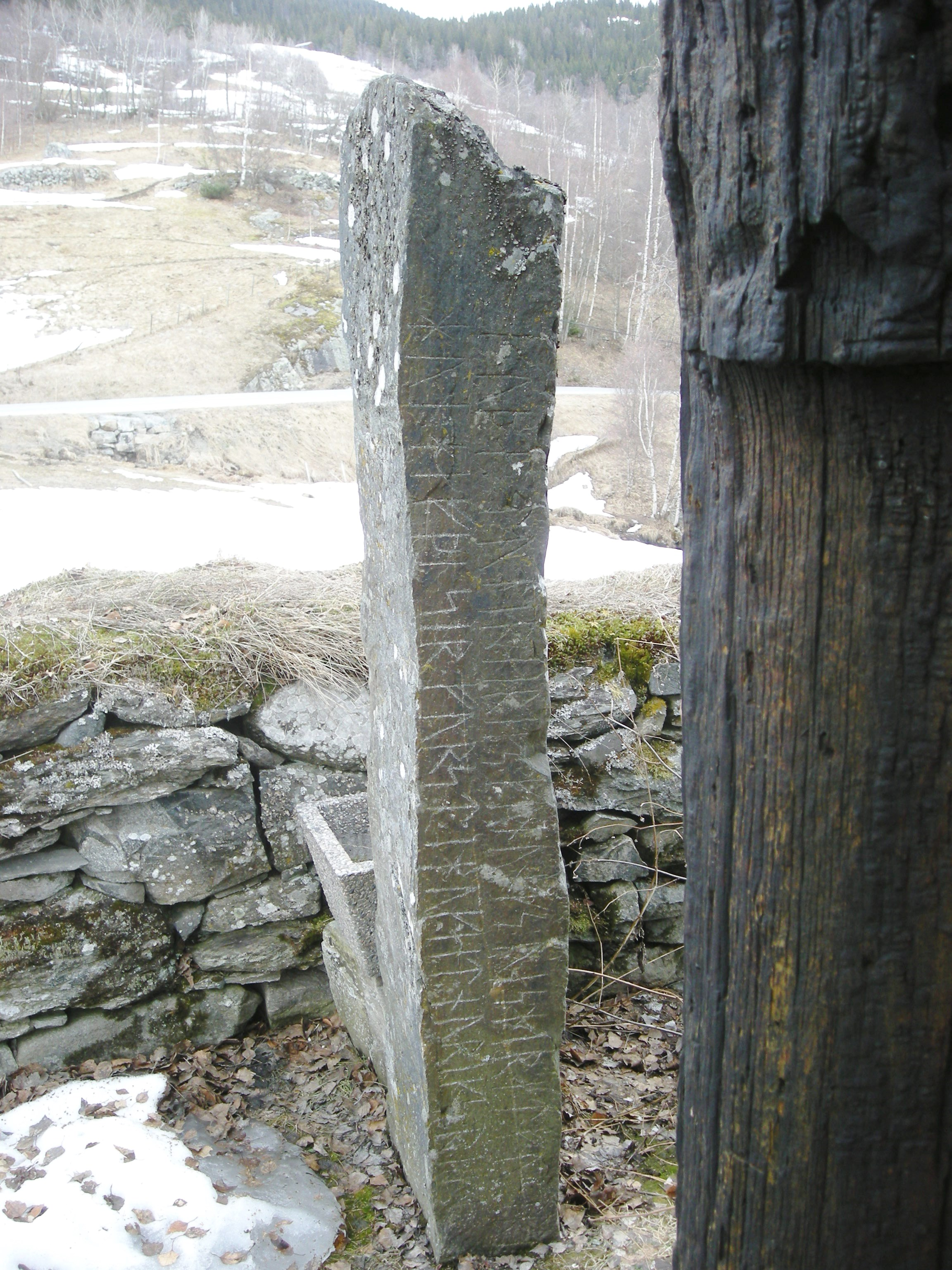
Kamień runiczny w kościele